# Antyllus
Pour le fils de Marc Antoine et Fulvie, voir Marcus Antonius Minor.
Antyllus (ou Antylus ou Antillus) est un chirurgien du IIe siècle qui vécut autour de l'an 110, d'autres le situent au IIIe siècle sous le règne de l'empereur romain du temps de Valérien. 

## Biographie
Antyllus n'est connu que par les citations qu'en ont faites des auteurs du IVe au VIIe siècle tels qu'Oribase, Jean Stobée, Paul d'Égine, les fragments les plus importants se trouvent chez Aetius.
En Islam médiéval, il est aussi repris par Rhazès et Avicenne qui l'estimaient beaucoup.

## Œuvre
Avec Galien, Antyllus se situe dans la tradition hippocratique de la médecine météorologique. Il s'intéresse à la pollution urbaine, aux airs, aux lieux et aux  eaux d'une ville (fumée, vapeurs, ensoleillement, situation des vents, réseau hydrographique...). Le médecin itinérant est alors capable, par simple coup d'œil sur la situation et la topographie d'une ville, de déterminer les maladies susceptibles de s'y trouver.
Antyllus est parmi les auteurs qui prolongent et concrétisent comme acquis, les progrès chirurgicaux réalisés par l'école d'Alexandrie.
Ses avis sur les anévrismes paraissent résolument modernes. Il est parmi les trois auteurs de l'Antiquité gréco-romaine (avec Celse et Paul d'Égine) à donner une description de l'opération de la cataracte.
Il donne des préceptes utiles sur la saignée (dont celle par artériotomie – incision d'une artère –),  la trachéotomie, la lithotomie, etc.
Paul d'Égine lui donne le titre de « très savant en chirurgie ». Oribase dit qu'il a composé plusieurs ouvrages où l'on trouve beaucoup de choses sur la gymnastique.
Les fragments de cet auteur ont été réunis par Sprengel en 1799.